# Gamora (Universo cinematográfico de Marvel)
Gamora es un personaje ficticio interpretado por Zoe Saldaña en la franquicia del Universo cinematográfico de Marvel (UCM), basada en el personaje de Marvel Comics del mismo nombre. Gamora es miembro de los Guardianes de la Galaxia, después de haber escapado de su vida anterior como asesina después de que Thanos la adoptara a la fuerza después de que eliminó a la mitad de la raza de su planeta, incluida su madre. Durante 20 años, se desempeña como una guerrera que sirve a Thanos en su búsqueda para borrar la mitad de toda la vida en el universo, antes de unirse a los Guardianes. Ella se involucra románticamente con Peter Quill, y desarrolla una relación amistosa con su hermana adoptiva Nébula, después de años de rivalidad. Finalmente, es asesinada por Thanos, cuando la sacrifica en Vormir para obtener la Gema del Alma. Más tarde, una versión alternativa del personaje de antes de los eventos de Guardians of the Galaxy se presenta en el UCM.
Hasta 2023, el personaje ha aparecido en cinco películas de UCM, comenzando con Guardianes de la Galaxia en 2014. El personaje apareció nuevamente en Guardianes de la Galaxia vol. 2 en 2017, seguida de Avengers: Infinity War en 2018, Avengers: Endgame en 2019, What If...? en 2021 y Guardianes de la Galaxia vol. 3 en 2023.

## Concepto y creación
Gamora debutó como un personaje de cómic en Strange Tales #180 (1975), y fue creada por Jim Starlin. Regresó en el número #181, Warlock vol. 1 #9, 10, 11 y 15 (1975-1976), y en los anuarios de 1977 para Avengers y Marvel Two-in-One. En 1990, regresó en Silver Surfer vol. 3 #46-47. Tuvo un papel menor en Infinity Gauntlet # 1-6 (1991) y coprotagonizó en  Warlock and the Infinity Watch #1-42 (1992-1995). También apareció en los crossovers de Infinity War (1992) e Infinity Crusade (1993). Después de aparecer en Infinity Abyss # 1-6 (2002), Annihilation: Ronan #1-4 (2006), Annihilation #1-6 (2006), Annihilation: Conquest #6 (2008) y Nova vol. 4 #4-12 (2007-2008), Gamora coprotagonizó Guardianes de la Galaxia vol. 2 #1-25 (2008-2010).
El presidente de Marvel Studios, Kevin Feige, mencionó por primera vez a Guardians of the Galaxy como una posible película en la Comic-Con International de San Diego de 2010, y dijo: "También hay algunos títulos oscuros, como Guardians of the Galaxy. Creo que han sido renovados recientemente de una manera divertida en el [cómic]". Feige reiteró ese sentimiento en una edición de septiembre de 2011 de Entertainment Weekly, diciendo: "Existe la oportunidad de hacer una gran epopeya espacial, que Thor insinúa, en el lado cósmico" del Universo Cinematográfico de Marvel. Feige agregó que, si se hiciera la película, presentaría un conjunto de personajes, similar a X-Men y The Avengers. Feige anunció que la película estaba en desarrollo activo en la Comic-Con International de San Diego en 2012 durante el panel de Marvel Studios, con una fecha de estreno prevista para el 1 de agosto de 2014. Dijo que el equipo titular de la película estaría formado por los personajes Star-Lord, Gamora, Drax el Destructor, Groot y Rocket.
A principios de abril de 2013, Zoe Saldaña entró en negociaciones para interpretar a Gamora en la película, y se confirmó que había sido elegida más tarde ese mes. A Amanda Seyfried se le había ofrecido el papel, pero se negó debido a las excesivas horas de maquillaje necesarias para el papel y su incertidumbre sobre la viabilidad comercial de la película.

## Caracterización
Gamora es una huérfana de un mundo alienígena que busca la redención por sus crímenes pasados. Thanos la entrenó para ser su asesina personal. Saldana dijo que se convirtió en Gamora a través del maquillaje en lugar de imágenes generadas por computadora (CGI) o captura de movimiento. Al asumir el papel, Saldana dijo: "Estaba emocionada de que James Gunn me pidiera que me uniera y que también interpretara a alguien verde. He sido azul antes [en Avatar]". Saldana describió a Gamora como "... una guerrera, es una asesina y es muy letal, pero lo que la salva es lo mismo que puede condenarla. Tiene un sentido de rectitud. Es una persona muy justa".
Aparece como miembro de los Guardianes de la Galaxia originales, y finalmente encuentra el amor con Quill como se ve en Guardianes de la Galaxia y Guardianes de la Galaxia vol. 2. Saldana describió el papel de Gamora en Vol. 2, como "la voz de la razón" del equipo, diciendo: "Está rodeada de todos estos tipos que son tan estúpidos la mitad del tiempo", y agregó que ella es la "mamá" del equipo, diciendo que es "simplemente una persona profesional, meticulosa y detallada". Con respecto a la relación de Gamora con Nebula, Saldana la describió como "volátil" y agregó: "estamos comenzando en un lugar muy loco pero apropiado dado donde terminamos las cosas en la primera plazo".
En Avengers: Infinity War, Gamora todavía está en una relación con Quill. Thanos la captura y la lleva a Vormir, donde la matan para que Thanos pueda recibir la gema del alma. Ariana Greenblatt interpreta a una joven Gamora en Infinity War en un flashback, así como cuando está con Thanos en el "mundo de las almas" de la gema del alma.
Una versión del personaje de la línea de tiempo alternativa de 2014, también interpretada por Saldana, viaja con Thanos a 2023 para luchar contra los Vengadores, pero luego Nebula la convence para ponerse del lado de ellos contra Thanos. Esta versión de Gamora no conoce a los Guardianes y no tiene una historia romántica con Peter Quill debido a que los eventos de Guardianes de la Galaxia aún no han ocurrido en su línea de tiempo. Apareció por primera vez en la película Avengers: Endgame y regresa en Guardianes de la Galaxia vol. 3.
Otra versión aparece en la serie animada de Disney+, What If ...?, esta versión luce la armadura y la espada de Thanos de Avengers: Endgame.

## Biografía ficticia del personaje

### Versión original

#### Origen
Cuando era niña, el planeta de Gamora fue invadido por Thanos, cuyas fuerzas mataron a la mitad de la población. Gamora confrontó a Thanos, quien admiró su valentía al hacerlo, y Thanos la adoptó como su hija. Fue entrenada como asesina y criada junto a Nebula, a quien a menudo se enfrentaba en peleas, en las que Gamora siempre ganaba.

#### Guardiana de la galaxia
Gamora planeaba rebelarse contra Thanos cuando él la envíe a ayudar a Ronan el Acusador, un fanático de Kree que quería destruir el planeta Xandar. Ella viaja a Xandar para recuperar la gema del Infinito que ha sido adquirida por Peter Quill con el fin de venderla por suficiente dinero para poder vivir el resto de su vida. Debido a la interferencia de los cazarrecompensas Rocket y Groot, la policía de Xandar la captura y la envía a una prisión espacial llamada Kyln, junto con Quill, Rocket y Groot. Allí, ella es amenazada por Drax el Destructor, cuya familia fue asesinada por Ronan bajo el mando de Thanos, pero Drax le perdona la vida cuando Quill le asegura que su presencia atraerá a Ronan hacia ellos. Gamora luego se une a Quill, Rocket, Groot y Drax para escapar de la prisión. El grupo forma los Guardianes de la Galaxia y viajan a Knowhere, donde Gamora se encuentra con el Coleccionista. Después de un enfrentamiento contra Nebula, Gamora y los Guardianes salvan a Xandar de Ronan. Debido a sus acciones heroicas, Gamora queda libre de sus crímenes anteriores.
Algunos meses después, Gamora y los Guardianes son contratados por  para luchar contra un alienígena que ataca sus valiosas baterías, a cambio de Nebula quien fue capturada robandolas. Después de que se van, son perseguidos por la flota soberana después de que Rocket les revela que robó algunas de las baterías. Al aterrizar en un planeta, conocen al padre de Quill, Ego. Gamora, Quill y Drax deciden ir con Ego a su planeta, mientras que Rocket, Groot y Nebula se quedan atrás. En el planeta de Ego, conocen a la asistente de Ego, Mantis, y Gamora y Quill comienzan una relación romántica. Mientras explora el planeta, Gamora es atacada por Nebula que se escapó. Después de que Gamora salva a Nebula de su nave espacial en llamas, las dos hermanas se reconcilian. Se encuentran con los Guardianes y descubren los verdaderos planes malvados de Ego. Ella y Nebula se ayudan mutuamente a ponerse a salvo mientras escapan del planeta, y una vez en el espacio, ella y Nebula se despiden, después de que Nebula le dice que va tras Thanos.

#### Guerra Infinita y muerte
Cuatro años después, Gamora y los Guardianes responden a una señal de socorro en el espacio y terminan rescatando a Thor de su nave espacial destruida, aprendiendo así sobre la búsqueda de Thanos para obtener las gemas del infinito. Gamora le dice a Quill entre lágrimas que sabe algo que Thanos no sabe y le pide que la mate si es necesario. En Knowhere, Gamora, Quill, Mantis y Drax ven a Thanos, y Gamora lo ataca de inmediato, aparentemente matándolo. Sin embargo, Thanos se revela a sí mismo, mostrándole que Knowhere está en llamas y que ya tiene la gema de la realidad. Después de un intento fallido de matarla por parte de Quill, Thanos la secuestra y la lleva en su nave espacial. Él le muestra a una Nebula capturada y torturada para manipular emocionalmente a Gamora para que revele la ubicación de la gema del alma. Thanos y Gamora van al planeta Vormir donde se encuentran con Red Skull, quien les dice que para obtener la gema, uno debe sacrificar aquello que más ama. Thanos admite que realmente ama a Gamora como a su hija y, entre lágrimas, la arroja por el acantilado hacia su muerte. Cuando Thanos luego usa el guantelete del infinito completo, se reúne brevemente con una Gamora más joven dentro del mundo de las almas.

## Versiones alternativas

### Variante de 2014

#### Batalla en el Complejo de los Vengadores
En un 2014 alternativo, Gamora y Nébula son convocadas por Thanos, quien les ordena que ayuden a Ronan a obtener la Gema del Poder. Sin embargo, antes de que puedan irse, Nébula comienza a funcionar mal debido a la presencia de una Nébula de 2023 que viaja en el tiempo. Después de capturarla, Thanos analiza sus recuerdos y se entera de la victoria de su yo fallecido en 2018. Luego, Gamora es llevada a través del Reino Cuántico a la línea de tiempo actual y es reclutada por la Nébula principal para unirse a su lado. Encuentran a Nébula de 2014 en el Complejo de los Vengadores destruido e intentar convencerla de que abandone a Thanos. Sin embargo, ella se niega y es asesinada por la Nebula principal. Gamora luego se une a ella para participar en la batalla junto con los Vengadores restaurados y los Guardianes de la Galaxia. Durante la batalla, Gamora se encuentra con Quill, pero al no saber quién es, lo derriba. Después de que termina la batalla, ella abandona el campo de batalla.

#### Uniéndose a los Devastadores y enfrentando al Alto Evolucionador
Gamora luego se une a los Devastadores. Cuando ese grupo accede a ayudar a los Guardianes a salvar a un Rocket herido encontrando una manera de desactivar un interruptor de apagado interno, ella ayuda a regañadientes a los Guardianes a infiltrarse en la Orgosfera del Alto Evolucionador para recuperar el archivo de Rocket. Apenas escapando de Orgosphere, el equipo luego visita Contra-Tierra en contra de su consejo, quien enojada los rescata después de llamar no solo a los Guardianes, en su conjunto para ellos constantemente inventando planes separados porque les da la gana, pero Quill por su necesidad para hacerla como la Gamora que una vez conoció ("su hermana"). La emperatriz de los Soberanos, Ayesha y su creación superpoderosa Adam, intercepta una comunicación de Gamora a través de un Devastador que Adam mató durante un interrogatorio y sigue sus coordenadas hasta Contra-Tierra. Mientras los otros Guardianes terminan en la nave del Alto Evolucionador, Gamora se queda con Rocket, pero es atacada por un guerrero cerdo enviado por el Alto Evolucionador, quien muere cuando Adam llega buscando a Rocket. Gamora domina a Warlock y lanza la nave de los Guardianes. Quill y Groot derrotan con éxito a los hombres del Alto Evolucionador y capturan al científico orgoniano Theel, saltan con él y recuperan su memoria antes de que Gamora los encuentre. Después de una batalla en la que el Alto Evolucionador es derrotado y haciendo las paces con Quill, quien finalmente acepta la muerte de su Gamora, Gamora regresa con los Devastadores.

### What If...?
Varias versiones alternativas de Gamora aparecen en la serie animada What If...?, siendo interpretada por Cynthia McWilliams. 

#### La conquista de Ultrón
En un 2015 alternativo, Gamora, junto con los otros Guardianes de la Galaxia, muere mientras defiende a los Soberanos de un ataque de Ultrón.

#### Destructora de Thanos
En un 2012 alternativo, Thanos envía a Gamora para matar a Tony Stark debido a que destruyó la nave nodriza Chitauri. Ella lo localiza en Sakaar, pero Topaz la encarcela. Gamora logra escapar, pero la atrapan nuevamente y la obligan a participar en el torneo de carreras del Gran Maestro. Allí la recibe Stark, quien coloca un comunicador en su auto para que puedan hablar. Él la convence de tomar sus propias decisiones sin el control de su padre. Después de que Stark gana la carrera, ella lo lleva al Santuario donde usa el bastón de Topaz para matar a Thanos. 
Mientras viaja a Nidavellir con Stark, el Vigilante la recluta para unirse a los Guardianes del Multiverso para ayudar a detener a Ultrón. Los Guardianes idean un plan para destruir las Gemas del Infinito de Ultrón usando el Triturador del Infinito, solo para descubrir que el Triturador no funciona fuera de la realidad de Gamora. Después de que Ultrón finalmente es derrotado, el Vigilante devuelve a Gamora a su universo, donde reanuda sus viajes con Stark.